# Розен, Егор Фёдорович
Барон Его́р Фёдорович Ро́зен (немецкое имя Карл Георг Вильгельм Розен, нем. Karl Georg Wilhelm Rosen; 16 [28] декабря 1800, Ревель, Эстляндская губерния, Российская империя — 23 февраля [6 марта] 1860, Санкт-Петербург, Российская империя) — русский драматург, поэт и критик.

## Биография

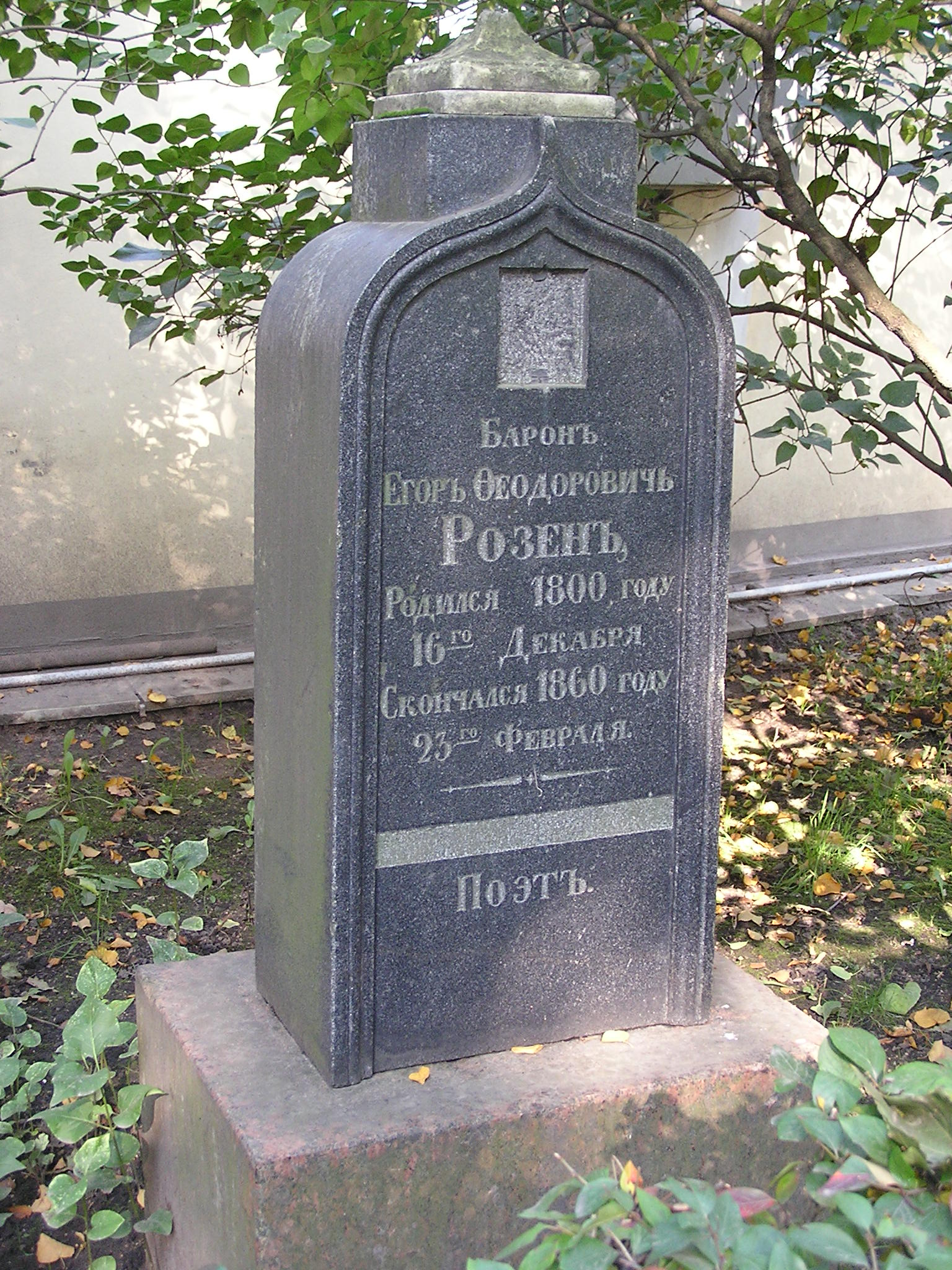
Могила Е. Ф. Розена на Некрополе мастеров искусств Александро-Невской лавры в Санкт-Петербурге

Из остзейских немецких дворян. До 19 лет воспитывался в Эстляндской губернии: только поступив в гусарский полк, по собственному признанию, выучился русскому языку; снисходительное отношение русских литераторов к Розену как иноязычному писателю, а также его болезненное самомнение во многом повлияли на его литературную репутацию. Выступал как поэт с 1825. В 1827—1828 жил в Москве, был близок к кругу любомудров и печатался в «Московском вестнике». С 1828 в отставке, жил в Петербурге, где познакомился с А. С. Пушкиным и А. А. Дельвигом. Помимо столичной прессы, выступал в немецкоязычной печати Эстляндии (ревельской «Эстоне», дерптском «Ежегоднике»), пропагандируя и переводя русскую поэзию. В частности, Розен первым опубликовал сцену «Ограда монастырская» из пушкинской трагедии «Борис Годунов» (со своим параллельным переводом на немецкий язык; «Дерптский ежегодник» за 1833 год).
С 1831 до 1833 барон Розен являлся издателем альманаха «Альциона», в котором печатались произведения А. С. Пушкина, П. А. Вяземского, В. А. Жуковского, В. Ф. Одоевского и других.
В книжке «Альционы» на 1832 год напечатаны произведения Пушкина «Пир во время чумы» и «На перевод Илиады». Оба произведения опубликованы здесь впервые.
В 1835—1840 годах Розен был секретарём цесаревича — впоследствии императора Александра II. За несколько дней до смерти по собственным настойчивым прошениям назначен чиновником по особым поручениям при Главном управлении цензуры.
Наибольшую известность Розену принесли два сочинения, датированные 1836 годом. Одно из них — либретто оперы М. И. Глинки «Жизнь за царя», написанное в значительной степени на готовую музыку. Другое — статья «О рифме», помещённая Пушкиным в первом выпуске издававшегося им журнала «Современник»: общая мысль Розена состоит в том, что рифма естественна для ранней стадии развития национальной поэзии, но затем должна быть отброшена как ненужное украшение, и будущее русской поэзии — за безрифменным стихом.
Розену принадлежат также поэмы «Дева семи ангелов и тайна» (1829) и «Рождение Иоанна Грозного» (1830), пьесы на исторический сюжет «Россия и Баторий» (1833), «Пётр Басманов» (1835), «Князья Курбские» (1857, переработка «России и Батория», промежуточная редакция под названием «Осада Пскова» — 1834) и целый ряд других произведений, не слишком высоко оценивавшихся современниками. Пушкин, которого связывали с Розеном доверительные отношения (барон переводил на немецкий его стихи и отрывок из «Бориса Годунова», выступал на стороне пушкинского круга в литературной борьбе 1830-х), поставил его как драматурга выше Кукольника и Хомякова (запись в дневнике от 2 апреля 1834). В 1840-е годы выступал как консервативный критик в «Сыне отечества», причём в этих статьях есть мемуарные фрагменты о Пушкине.
Первоначально был погребён на Малоохтинском кладбище Петербурга, в 1944 году был перезахоронен в Александро-Невской лавре на Тихвинском кладбище — Некрополе мастеров искусств.